# وزارت اقتصاد روسیه
وزارت اقتصاد روسیه (روسی: Министерство финансов Российской Федерации) از وزارتخانه‌های دولت روسیه است، که پیشینه تأسیس آن به سال ۱۷۸۰ بازمی‌گردد. این وزارتخانه مسئولیت سیاست اقتصادی روسیه را برعهده دارد و در زمینه مدیریت دانش مالی فعالیت می‌کند.